# Riazań-Sortirowocznaja
Riazań-Sortirowocznaja (ros. Рязань-Сортировочная) – przystanek kolejowy w miejscowości Rybnoje, w rejonie rybnieńskim, w obwodzie riazańskim, w Rosji. Położony jest na linii Moskwa – Riazań.
Leży w obrębie stacji Rybnoje, przy jej wschodniej głowicy. Perony przystanku położone są na skrajach torowiska, po obu stronach stacji i oddalone są od siebie o ok. 60 m. Łączy je droga publiczna.